# Fratellanza Repubblicana Irlandese

Il vessillo della IRB

La Fratellanza Repubblicana Irlandese (in inglese Irish Republican Brotherhood, in sigla IRB; in irlandese Bráithreachas Phoblacht na hÉireann) è stata un'organizzazione segreta irlandese esistita tra il 1858 e il 1924 e dedicata alla creazione di una repubblica d'Irlanda indipendente dal Regno Unito. La sua controparte organizzata tra gli irlandesi residenti negli Stati Uniti d'America era la Fenian Brotherhood (poi Clan na Gael), e i membri di entrambe le organizzazioni erano collettivamente noti come "feniani".
La IRB giocò un importante ruolo nella storia dell'Irlanda come elemento di guida del repubblicanismo durante la campagna per l'indipendenza dell'isola dal Regno Unito, proponendosi come successore di organizzazioni come la Society of United Irishmen del XVIII secolo o la Giovane Irlanda del XIX secolo. La IRB prese parte alla rivolta di Pasqua del 1916 come pure alla guerra d'indipendenza irlandese del 1919-1921, per poi dissolversi dopo il raggiungimento dell'indipendenza dell'Irlanda.